# اشمذ
أشمذ جبل بين خيبر والمدينة.
عبد الله بن عبد العزیز البکری الأندلسي:
الأشمذ بفتح أوّله، وبالميم والذال المعجمة، على وزن أفعل: جبل تلقاء خيبر قد ذكرته وحلّيته عند ذكر خيبر، فانظره هناك. وهما أشمذان، جبلان لأشجع، وانظره في رسم تيماء. 
قال یاقوت الحموي:
الأشمذان بفتح أوله، والميم والذال معجمة مفتوحة، وألف، ونون مكسورة، بلفظ التثنية، يقال:
شمذت الناقة بذنبها إذا رفعته، ويقال للنحل:
شمّذ لأنهن يرفعن أذنابهن، وقيل في قول رزاح بن ربيعة العذري أخي قصيّ لأمّه:
جمعنا من السّرّ من أشمذين، ... ومن كلّ حيّ جمعنا قبيلا
وقيل: أشمذان هاهنا جبلان، وقيل: قبيلتان، وقال:
نصر: أشمذان تثنية أشمذ: جبلان بين المدينة وخيبر تنزلهما جهينة وأشجع.
قال عبد المؤمن البغدادي:
الأشمذین: بفتح أوله، والميم، والذال المعجمة مفتوحة، وياء ساكنة ونون مكسورة بلفظ التثنية: جبلان بين المدينة وخيبر تنزله جهينة وأشجع.
قال محمد بن محمد حسن شُرَّاب:
أشمذان على لفظه المثنى. قيل: هما جبلان بين المدينة وخيبر، تنزلهما جهينة وأشجع وقيل: هما قبيلتان، وليسا بمعروفين. وقد جاء الاسم في شعر.
قال البلادي الحربي:
الأشمذان مثنّى أشمذ: ذكر في كلمة «السّرّ»، وهو من أشهر جبال ما بين خيبر والمدينة.
أشمذين   جبل أحمر جميل  ذو رأسين في أساس واحد بينهما ثنية عالية عسرة المسلك كان بين جهينة وأشجع اما اليوم فهو لبني رشيد 